# Quindar-toner
Quindar-toner, ( hør) oftest kendt som de "bip" man kunne høre under de amerikanske Apollomissioner. Tonerne var det signal, der slog senderne på Jorden til og fra, således at CapCom (Capsule Communicator, den ansvarlige for at tale direkte med rumfartøjet,) kunne tale direkte med besætningerne på rumfartøjet. Det var en form for indlejret signalering med den samme effekt som når almindelige radioer skulle skifte mellem “send” og “lyt” ved et tryk på en knap, sådan som det stadig kendes fra CB-radio. Indenfor fx CB-radio anvender nogle brugere et slutsignalerings-beep også kaldet roger-beep eller apollo-beep. Apollo-beepet er opkaldt efter NASAs Quindar-toner. "Roger" i roger-beep er arvet fra FAAs Aeronautical Information Manual "Section 2. Radio Communications Phraseology
and Techniques".

## Behovet for Quindar-toner
For at kontrolcenteret (der ligger i Houston, Texas, USA,) kunne have fast kontakt til astronauterne under rejsen til Månen, benyttede NASA forskellige sporingsstationer rundt omkring i verden og skiftede så imellem dem efterhånden som kloden drejede. Hver sporingsstation havde et Apollo forenet S-bånd (USB) (Engelsksproget link) forbindelse, der satte dem i direkte kontakt til Houston via direkte telefonlinjer. USB-systemet fungerede som fuld-duplex, (signalerne kunne frit gå begge veje samtidig,) men mikrofonskift var stadigt nødvendige for at blokere lokale samtaler og baggrundsstøj fra at blive transmitteret. Astronauterne behøvede kun tryk-og-tal skift, men dette var utilstrækkeligt i Houston fordi telefonlinjerne der satte dem i kontakt med sporingsstationerne var analoge og derfor modtagelige for støj og tale når kanalen ellers var tavs og ikke i brug. Dette kunne genere astronauterne eller forstyrre dem når de sov.
Dette betød at den afbryderkontakt der kontrollerede Houston-til-rumfartøj lyden skulle befinde sig på sporingsstationens sender og formålet med quindar-tonerne var så at betjene denne kontakt på afstand. Det samme princip blev anvendt under Gemini-projektet og benyttes endda den dag i dag på UHF-rumfærgekommunikation for at skifte på senderen.

## Implementation af Quindar-toner
Quindar-systemet, der er navngivet efter udvikleren, består af to toner. Begge er rene sinuskurver med en længde på 250ms. “Intro”-tonen blev genereret på 2.525 hertz og signalerende “trykket på sendetasten”. “Outro”-tonen blev genereret lidt lavere, på 2.475 hertz og signalerende “sluppet sendetasten”. Tonerne blev genereret af specialudstyr, der befandt sig i kontrolcenteret i Houston, og blev afkodet af sensorer på den enkelte sporingsstation.
Valget af tonerne tillod dem at blive overført på samme båndbredde som en menneskelig stemme, som normalt befinder sig i spektrummet fra 300 hertz til 3000 hertz.

## Almindelige misforståelser omkring Quindar-tonerne
Der er to almindelige misforståelser når det drejer sig om quindar-tonerne.
Den ene misforståelse er at man sender den første tone fra Jorden og at den anden tone så kommer fra de sendere, astronauterne anvender ude i rummet. Denne misforståelse opstår, fordi mange af jorden-til-rummet transmissioner blev startet fra kontrolcenteret og så besvaret af astronauterne. I en sådan sekvens ville CapCom starte med intro-tonen og derpå begynde at tale. Når han så var færdig, ville han sende outro-tonen og astronauterne ville besvare opkaldet. Derfor ville sådanne transmissioner lyde som et bip, fulgt af CapComs tale og så endnu et bip, fulgt af astronauternes tale.
Den anden misforståelse af quindar-tonerne er, at de var designet som et afslutningssignal til transmissioner, lidt ligesom de “høflighedstoner” der har været anvendt på mange halv-duplex radiorelæer. (Mellemstationer til at kopiere og videresende radiosignaler.) Men det var ikke nødvendigt med et sådant signal fordi Apollos USB-system netop var fuldt duplex og altså sendte begge veje hele tiden.
Ligesom mobiltelefoner, kunne Jorden og rumfartøjet begge sende fortsatte signaler på separate frekvenser. Begge ender kunne også kontinuerligt sende deres FM stemmebærende signaler. Intet (andet end et ønske om at undgå forvirring) forhindrede en astronaut og CapCom i at tale og blive hørt på samme tid. Dette skete da også mange gange på grund af signalets forsinkelse på op til tre sekunder på grund af afstanden ud til Månen.
Det eneste virkelige formål med quindar-tonerne var at afbryde lyden fra Jordens sendere til rumfartøjet for ikke at genere astronauterne når CapCom ikke havde noget at sige. Tonerne var nødvendige fordi afbrydelsesfunktionen skulle finde sted fra afsenderstationen for at afbryde støj på telefonlinjen fra Houston til springsstationen såvel som baggrundsstøj fra kontrolcentret. Astronauterne hørte faktisk ikke quindar-tonerne, da de blev filtreret fra før selve transmissionen.
Moderne digitale signaler, der har erstattet det analoge Apollosystem, har ikke brug for quindar-tonerne. Et digitalt baseret overførselssignal fra Houston til en sporingsstation ville ikke opbygge støj på en ellers tavs kanal, og baggrundsstøjen fra kontrolcentret i Houston ville let kunne filtreres ud. Selv hvis der blev brug for et fjernbetjeningssignal i forhold til det videre signal, kan det i dag gøres som et uhørligt digitalt signal.

## Navnets oprindelse
Quindar-tonerne er opkaldt efter producenten af tonegenererings- og identifikationsudstyr, Quindar Electronics Inc. Glen Swanson, historiker ved NASAs Johnson Space Center, der stod som redaktør for Mission Transcript Collection, og Steve Schindler, en ingeniør der arbejdede med stemmeoverførsel på NASAs Kennedy Space Center, bekræftede navnets oprindelse.
"Quindar-tonerne anvendes faktisk til at tænde og slukke for – eller trykke på sendetasten – på sendere på de forskellige sporingsstationer."